# ریک وارن
 ریک وارن (انگلیسی: Rick Warren؛ زادهٔ ۲۸ ژانویهٔ ۱۹۵۴) یک پدیدآور اهل ایالات متحده آمریکا است.